# Swan Records
Swan Records — звукозаписывающий лейбл США. Основан в 1957 году, базировался в Филадельфия, Пенсильвания, специализировался на рок-н-ролле. Прекратил существование в 1967 году.

## Артисты, чьи записи выпускал Swan Records
- The Beatles
- Линк Рэй
- Buena Vistas
- Billy & Lillie
- Фредди Кэннон
- Danny & The Juniors
- Dicky Doo & The Don'ts
- The Three Degrees
- Mark Valentino